# Sběrnicová topologie

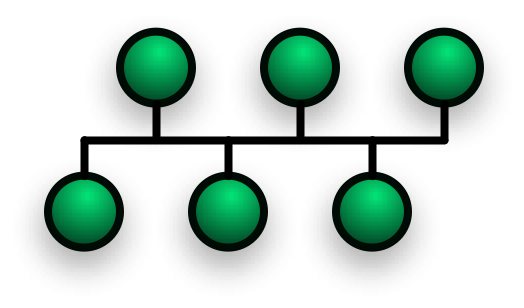
Schéma sběrnicové topologie

Sběrnicová topologie (anglicky Bus topology) je způsob zapojení počítačů do počítačové sítě. Spojení zprostředkovává jediné přenosové médium (sběrnice), ke kterému jsou připojeny všechny uzly sítě (koncové počítače).
Sběrnice je jednoduché zapojení, má nízké pořizovací náklady, avšak také své nevýhody. Problém nastává, jakmile chtějí dva klienti na síti vysílat ve stejný okamžik – vzniká kolize. Vzhledem k tomu, že se tato situace děje poměrně často, musí mít systémy, které používají ke vzájemné komunikaci sběrnicovou topologii, implementované schéma pro vyvarování se takových kolizí. V počítačových sítích se obvykle používá tzv. systém náhodného přístupu (CSMA), který se kolizím snaží předcházet a v případě že nastanou – řeší je. Celá síť využívající sběrnicové topologie je také kolizní doménou.
Existují ale také deterministické systémy synchronizace (zasílání speciálního paketu).

## Výhody a nevýhody sběrnicové topologie

### Výhody
- Snadná realizace a snadné rozšíření jíž stávající sítě.
- Nevyžaduje tolik kabeláže jako např. hvězdicová topologie.
- Vhodná pro malé nebo dočasné sítě, které nevyžadují velké rychlosti přenosu.

### Nevýhody
- Nesnadné odstraňování závad.
- Omezená délka kabelu a také počtu stanic.
- Pokud nastane nějaký problém s kabelem, celá síť přestane fungovat.
- Výkon celé sítě rapidně klesá při větších počtech stanic nebo při velkém provozu.

### Ostatní topologie
- hvězdicová topologie
- kruhová topologie
- stromová topologie